# Forstbotanisk Have Charlottenlund
 For alternative betydninger, se Forstbotanisk Have. (Se også artikler, som begynder med Forstbotanisk Have)
Forstbotanisk Have i Charlottenlund er en park underlagt Naturstyrelsen. Haven udgjorde tidligere en enhed under Arboretet i Hørsholm og var dengang tilknyttet Skov & Landskab ved Det Biovidenskabelige Fakultet for Fødevarer, Veterinærmedicin og Naturressourcer, Københavns Universitet. 
Haven er 3,5 ha stor og rummer mere end 600 arter af træer og buske. De fleste af planterne har prøvet kræfter med det danske klima og dets ekstremer. Derved har haven en stor værdi for den grundlæggende forskning samt for den mere målrettede udnyttelse i haver, parker og i landskabet. 
Forstbotanisk Have blev grundlagt i 1838 som et uddannelsesinstitution for botanikere ved Københavns universitet. 
Haven blev fra 1936 til 1970 bestyret af Carl Syrach Larsen, hvis fader havde været gartner der, og som selv udmærkede sig ved at anvende anlægget som "hyttefad" under den tyske besættelse af Danmark. Den 14. februar 1945 skjulte han og familien flyveren Roy Maddock-Lyon i ejendommens brændeskur før hans afrejse til Sverige.
Siden 1970 har plejen af haven været udpræget ekstensiv, og den fremstod i stadig stigende omfang som naturskovsområde, i takt med at biologerne fra Københavns Universitet i stigende omfang anvendte Arboretet i Hørsholm til undervisnings-, studie- og forskningsmæssige formål. Som følge heraf er ansvaret for havens pleje og vedligeholdelse fra foråret 2008 overdraget til Skov- og Naturstyrelsen .
Der er fri adgang til Forstbotanisk Have året rundt.